# Geranium lentum
Geranium lentum är en näveväxtart som beskrevs av Elmer Ottis Wooton och Paul Carpenter Standley. Geranium lentum ingår i släktet nävor, och familjen näveväxter. Inga underarter finns listade i Catalogue of Life.